# Mezdra
Mezdra (bulgară Мездра) este un oraș din nord-vestul Bulgariei, parte a Regiunii Vrața. Mezdra are astăzi 13.000 de locuitori și servește ca o legătură feroviară vitală între Sofia și regiunile de nord/vest ale Bulgariei.

## Municipalitate
Mezdra este centrul administrativ al municipalității Mezdra (parte a Regiunii Vrața), care este formată din următoarele 27 de sate: 
| - Bodeneț, Vrața - Brusen - Dărmanți, Vrața - Dolna Kremena - Eliseina, Vrața - Gorna Beșovița - Gorna Kremena - Ignatița - Kalen - Krapeț - Kreta - Lik - Liutibrod, Vrața - Liutidol, Vrața | - Moravița - Oselna - Oslen Krivodol - Ocindol, Vrața - Rebărkovo, Vrața - Ruska Bela - Staro Selo - Tipcenița, Vrața - Țakonița - Țareveț - Vărbeșnița, Vrața - Zlidol - Zverino |

## Orașe partenere
- Mammola, Italia

## Demografie
Componența etnică a orașului Mezdra
     Bulgari (86,16%)
     Romi (1,69%)
     Nicio identificare (11,88%)
     Altele (0,6%)
La recensământul din 2011, populația orașului Mezdra era de 10.918 locuitori. Din punct de vedere etnic, majoritatea locuitorilor (86,16%) erau bulgari, cu o minoritate de romi (1,69%). Pentru 11,88% din locuitori nu este cunoscută apartenența etnică.

## Personalități născute aici
- Ceci Krasimirova (n. 1980), fotomodel.